# Мечеть-медресе султана Баркука
Мечеть-медресе султана Баркука или Мечеть-медресе-ханка аз-Захера Баркука (араб. مسجد ومدرسة وخانقاه الظاهر برقوق‎) — религиозный комплекс в Исламском каире, историческом средневековом районе Каира, столицы Египта. Он был возведён по заказу султана Баркука в качестве школы религиозного образования для всех четырёх суннитских мазхабов и состоял из мечети, медресе, мавзолея и ханаки. Комплекс был построен в 1384—1386 годах, при этом купол был добавлен последним. Это было первое архитектурное сооружение, появившееся во времена черкесской династии (Бурджиты) Мамлюкского султаната.
Комплекс расположен в районе улицы Муизз. Вместе с комплексом султана Калауна и медресе ан-Насира Мухаммада, к которым он примыкает, он образует один из величайших архитектурных ансамблей мамлюкской монументальной архитектуры в Каире, в части улицы Аль-Муизз, известной как Бейн эль-Касрайн.

## История

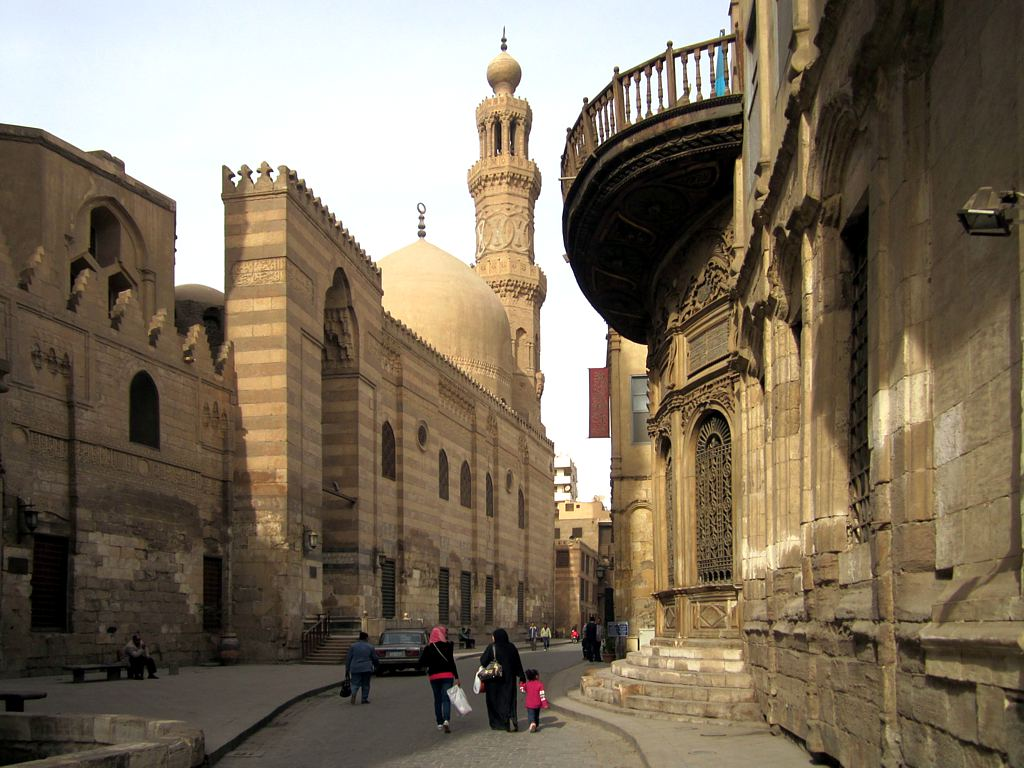
Вид на комплекс Баркука со стороны улицы Муизз

Баркук известен как первый бурджитский мамлюкский султан. Он был черкесским рабом, купленным Ялбугой аль-Умари, мамлюкским эмиром, правившим Каиром от имени султана Шабана II. Как и многие другие мамлюки того времени, он проходил обучение в черкесских военных казармах, расположенных в цитадели. При Ялбуге Баркук приобрёл значительное влияние в государстве, и впоследствии он стал ключевым игроком в период хаоса и внутреннего конфликта после насильственной смерти сначала Ялбуги, а затем Шабана II. В конечном итоге Баркук получил достаточно поддержки, чтобы свергнуть султана Хаджа, сына Шабана II, который был тогда ещё ребёнком, и самому занять трон в 1382 году:158. После своего восшествия на престол Баркук преимущественно набирал мамлюков черкесского происхождения для своего режима, и именно эта группа доминировала в султанате до его окончательного завоевания османами. Поскольку они жили и обучались в основном в Каирской цитадели, их называли «бурджи» мамлюки, что означает мамлюки «башни».
Несмотря на смену власти, строения времени правления Баркука демонстрируют архитектурную и художественную преемственность с предшествующими зданиями мамлюков. Его комплекс имеет большое сходство по форме и планировке с более ранним и гораздо более крупным религиозным комплексом султана Хасана, хотя его составляющие были смещены в соответствии с иным окружением:193. Баркук возвёл свой комплекс в одном из самых престижных мест Каира, Бейн эль-Касрайне, названном в честь предыдущих дворцов Фатимидов, которые занимали это место (и которые постепенно были заменены религиозными зданиями и мавзолеями султанов Айюбидов и мамлюков). Мечеть-медресе султана Баркука находится в непосредственной близости с погребальным комплексом султана Калауна и медресе ан-Насира Мухаммада, образуя длинную непрерывную линию внушительных религиозных комплексов вдоль улицы Муизз в самом центре Каира.
Кроме того, будучи частью улицы Бейн эль-Касрайн, мечеть встроена в повседневную жизнь египетских граждан. Одна из её менее известных функций — приют для выселенных семей в 1970-х годах. Улица, на которой расположена мечеть, послужила вдохновением для многих произведений искусства и литературы, наиболее известный из которых роман «Бейн эль-Касрайн» или «Дворцовая прогулка» Нагиба Махфуза. Фильм, снятый на основе этого романа, также включает в себя множество видов мечети в качестве фона.

## Строительство
Строительство медресе и погребального комплекса Баркука началось в декабре 1384 года и завершилось, согласно надписи на его фасаде, в апреле 1386 года. Поскольку это место находилось в оживлённом центре Каира, некоторые существовавшие тогда сооружения, включая хан или караван-сарай, должны были быть разрушены до начала строительства:225. Хотя мамлюкские памятники часто строились с помощью принудительного труда (либо военнопленными, либо в качестве повинности), в строительстве комплекса Баркука, как сообщалось, использовались только наёмные рабочие:44–45, 225.
Барквик назначил своего эмира Джаркаса аль-Халили руководителем работ, а архитектором или главным строителем (по-арабски муаллимом) был Ахмад аль-Тулуни:225. Он был выходцем из семьи плотников и камнерезов и известен как один из немногих мастеров-строителей этого периода, достигших большого успеха и признания. Так Баркук женился на двух его родственницах. У него было достаточно средств, чтобы со временем построить себе мавзолей на Южном кладбище Каира:44.